# 薩沃納省
薩沃納省（義大利語：Provincia di Savona）是意大利利古里亚大区的一個省。面積1,545平方公里，2001年人口270,825人。首府薩沃納。
下分69市鎮。